# Belisario Betancur Cuartas
Pour les articles homonymes, voir Betancur.
Belisario Antonio Betancur Cuartas, est un avocat, littérateur et homme d'État colombien, ancien président de la République né le 4 février 1923 à Amagá dans le département d'Antioquia (Colombie) et mort le 7 décembre 2018 à Bogota (Colombie).

## Biographie
Belisario Betancur Cuartas est né le 4 février 1923 à Amagá dans le département d'Antioquia en Colombie.
Il succède à Julio César Turbay Ayala comme président de Colombie le 7 août 1982, poste qu'il occupe jusqu'au 7 août 1986. En 1984, il signe à Corinto (Cauca) un accord de paix avec le chef guérillero Álvaro Fayad.
Pendant sa présidence, le 6 novembre 1985, un commando du M-19 (une guérilla de gauche) s'empare du palais de justice de Bogotá, où siège la Cour suprême, retenant en otage plus de 300 personnes. Alors que les guérilleros exigent de négocier avec le président Betancur, celui-ci refuse et ordonne à l’armée de prendre d'assaut le bâtiment, faisant une centaine de morts.

## Publications (sélection)
- Colombia cara a cara (1961)
- Imagen del cambio social en Colombia (1966)
- A pesar de la pobreza (1967)
- La ayuda externa (1970)
- Despierta Colombia (1970)
- Populismo (1970)
- La otra Colombia (1975)
- Dinero, precios, salarios (1975)
- El compromiso de la paz: informe al Congreso de Colombia 1982–1986 (1986)
- El homo sapiens se extravió en América Latina (1990)
- El lenguaje como expresión de la historia de Antioquia (1991)